# Roperia poulsoni
Roperia poulsoni är en snäckart som först beskrevs av Carpenter 1864.  Roperia poulsoni ingår i släktet Roperia och familjen purpursnäckor. Inga underarter finns listade i Catalogue of Life.